# Narodowy pomnik przyrody w Niemczech

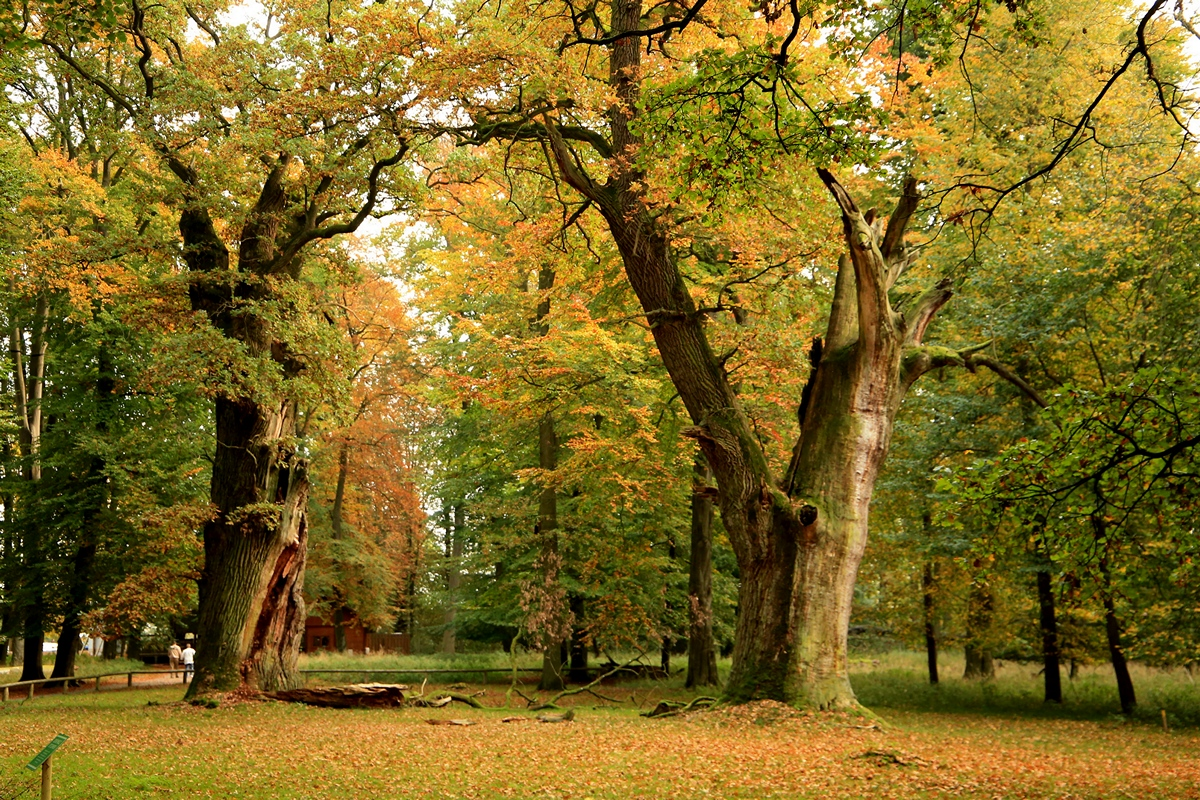
Dęby z Ivenack są najstarszym niemieckim narodowym pomnikiem przyrody.

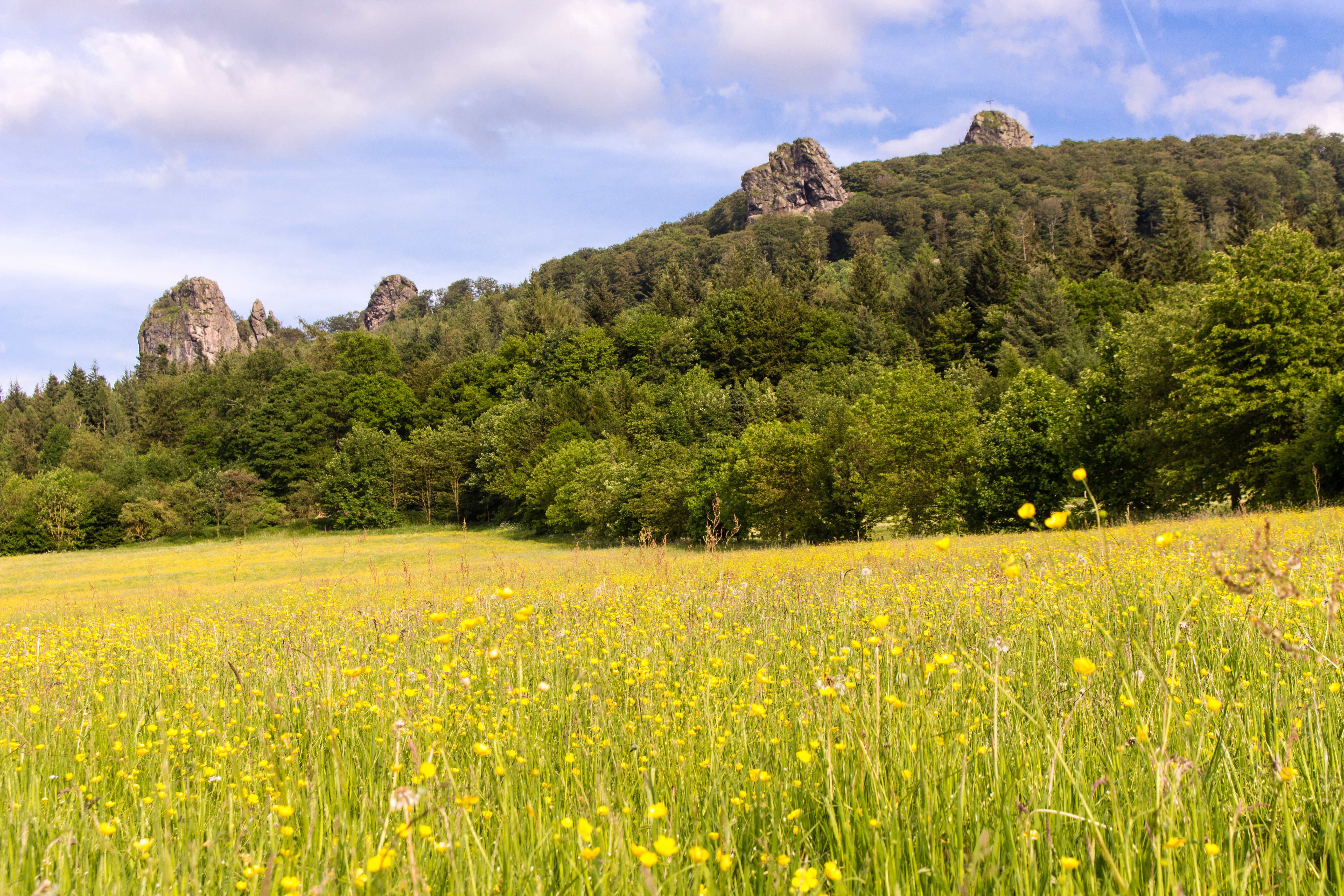
Kamienie z Bruchhausen są okazałą formacją skalną na północy kraju.

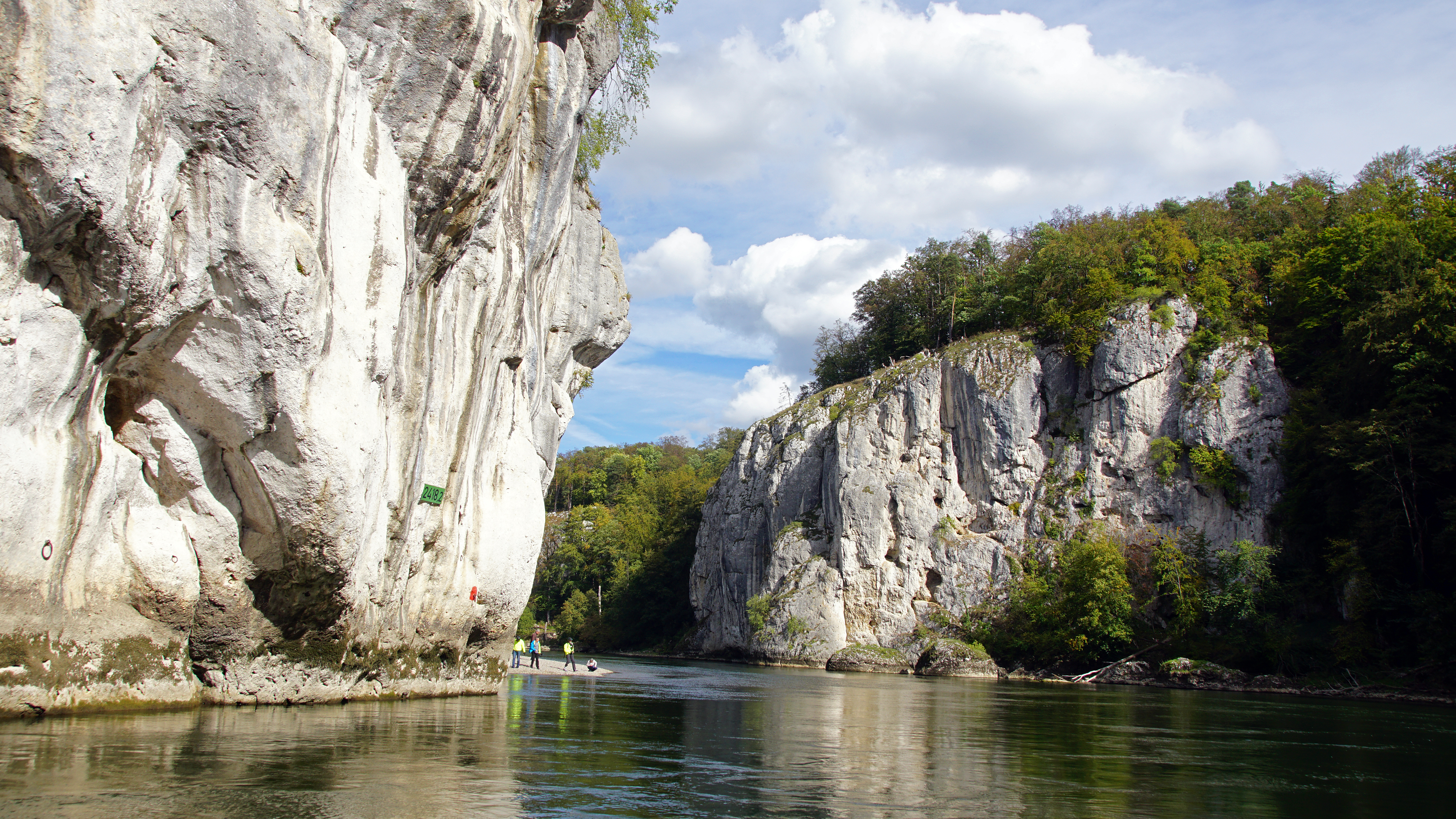
Przełom Dunaju między Weltenburgiem a Kelheim należy do większych atrakcji turystycznych Bawarii.

Narodowy pomnik przyrody (niem. Nationales Naturmonument) – jest najmłodszą formą ochrony przyrody wprowadzoną do niemieckiego prawodawstwa, wpisaną do ustawy o ochronie przyrody 1 marca 2010 r.
Narodowy pomnik przyrody powołuje się dla ochrony pojedynczego tworu przyrodniczego ze względu na jego wyróżniający się charakter z przyczyn naukowych, przyrodniczych, kulturowo-historycznych bądź krajoznawczych. Są one podobną formą ochronną do zwykłych pomników przyrody (niem. Naturdenkmal). W języku niemieckim używa się do obu form różnych słów: Monument i Denkmal. Znaczenie ich jest zbliżone, ogólnie jednak Monument oznacza duży Denkmal, co odbija się w nieco różnym rozumieniu obu form ochronnych.
Podstawową różnicą jest to, że w niemieckim prawodawstwie pomnik przyrody nie może być większy niż 5 ha, natomiast za narodowy pomnik przyrody można uznać jakikolwiek pojedynczy twór przyrody, bez względu na rozmiar. Drugą zasadniczą różnicą jest to, że narodowy pomnik przyrody musi mieć więcej niż jedną wyróżniającą cechę. Po trzecie narodowy pomnik przyrody jest formą ochronną na poziomie federalnym, i charakteryzuje się podobnym prestiżem jak parki narodowe. W przeciwieństwie do nich, do powołania narodowego pomniku przyrody wymagana jest zgoda federalnego ministra odpowiedzialnego za ochronę przyrody.
Celem powołania nowej formy było rozpoznanie ochrony na poziomie federalnym wyjątkowych miejsc przyrodniczych o małym obszarze, które z różnych przyczyn (przede wszystkim rozmiaru) nie mogły dotąd osiągnąć takiego statusu. 

## Lista
Dotychczas powołano następujące pomniki przyrody:
- Dęby z Ivenack (Ivenacker Eichen, Meklemburgia-Pomorze Przednie, 75 ha, wpisane na listę w sierpniu 2016 r.)
- Kamienie z Bruchhausen (Bruchhauser Steine, Nadrenia Północna-Westfalia, 24 ha, 19 kwietnia 2017 r.)
- Zielona Granica Turyngii (Grünes Band Thüringen, Turyngia, 6500 ha, 9 listopada 2018 r.)
- Jaskina Kluter (Kluterthöhlensystem, Nadrenia Północna-Westfalia, 30 ha, 2 kwietnia 2019 r.)
- Zielona Granica Saksonii-Anhalt - od pasa śmierci do linii życia (Grünes Band Sachsen-Anhalt - Vom Todesstreifen zur Lebenslinie, Saksonia-Anhalt, 4754 ha, 28 października 2019 r.)
- Przełom Dunaju koło Weltenburga (Weltenburger Enge, Bawaria, 197 ha, 13 lutego 2020 r.)